# Христофоровский поселковый совет
Христофоровский поселковый совет (укр. Христофорівська селищна рада) — входит в состав Криворожского района Днепропетровской области Украины.
Административный центр поселкового совета находится в пгт Христофоровка.

## Населённые пункты совета
- пгт Христофоровка